# Wentworth Location
Wentworth Location ist eine Township im Coös County des US-Bundesstaates New Hampshire, eines der Neuenglandstaaten der USA. Laut dem US-Census von 2020 lebten in diesem Jahr 28 Einwohner in 13 genutzten von insgesamt 81 erfassten Wohneinheiten in Wentworth Location.

## Geographie

### Lage
Wenworth liegt an der Bundesstaatsgrenze zu Maine. Im Norden grenzt es an die Townships Dix’s Grant und Second College Grant, der dem Dartmouth College gehört, im Osten an Magalloway in Maine, im Süden an Errol und im Westen an Dixville. Es hat eine Fläche von 49,9 km², davon sind 2,4 km² Wasser und 47,5 km² Land. Im Osten fließt von Norden nach Süden der Magalloway River, an dem die einzige Siedlung von Wentworth Location an der Staatsstraße NH-16 liegt. Der Mount Dustan direkt westlich davon erreicht eine Höhe von 867 m, der im Westen gelegene Black Mountain eine solche von 839 m. Dazwischen liegen der Little Bear Brook, Dustan und Little Greenough Ponds sowie der Greenough Pond, der je nach tatsächlichem Grenzverlauf zum Teil in Errol liegt. Corser, Larrys, Greenough, Bennett und Bear Brook entwässern das Gebiet. In den Magalloway mündet aus Maine kommend der Abfluss des Sturtevant Pond.

## Geschichte
Der Grant für Wentworth wurde 1797 vergeben. Von da an war das Gebiet eine unorganisierte Plantation, ehe es 1881 als Town eingetragen wurde. Mit diesem Status einher gingen Rechte wie Budgethoheit und der Anspruch auf Vertretung in der Bundesstaatsversammlung sowie das Recht, Steuern zu zahlen und Gebühren zu erheben. Laut einer Beschreibung Neu Englands von 1859 gab es in Wentworth’s Location ein Postamt. 1870 hatte die Location 38 Einwohner, die 575 Acre (2,33 km²) kultiviertes Land bestellten und fünf Pferde, 67 Rinder, 28 Schafe und sechs Schweine hielten und dabei 6.098 Dollar erwirtschafteten. Der Boden war teils gut zur Bewirtschaftung geeignet und brachte gute Erträge von Mais, Kartoffeln und Heu. Bis 1880 hatte die Bevölkerung auf 55 zugenommen. Durch seine Lage am Magalloway River hatte Wentworth sich zu einem Zentrum der Holzwirtschaft entwickelt. Die Selbstverwaltung blieb Wentworth bis 1966 erhalten. In diesem Jahr wurde die Town aufgehoben und Wentworth zu einer Township.

## Demographie

### Bevölkerungsentwicklung
| Volkszählungsergebnisse – Wentworth Location, New Hampshire | Volkszählungsergebnisse – Wentworth Location, New Hampshire | Volkszählungsergebnisse – Wentworth Location, New Hampshire | Volkszählungsergebnisse – Wentworth Location, New Hampshire | Volkszählungsergebnisse – Wentworth Location, New Hampshire | Volkszählungsergebnisse – Wentworth Location, New Hampshire | Volkszählungsergebnisse – Wentworth Location, New Hampshire | Volkszählungsergebnisse – Wentworth Location, New Hampshire | Volkszählungsergebnisse – Wentworth Location, New Hampshire | Volkszählungsergebnisse – Wentworth Location, New Hampshire | Volkszählungsergebnisse – Wentworth Location, New Hampshire |
| Jahr                                                        | 1840                                                        | 1850                                                        | 1860                                                        | 1870                                                        | 1880                                                        | 1890                                                        | 1900                                                        | 1910                                                        | 1920                                                        | 1930                                                        |
| ----------------------------------------------------------- | ----------------------------------------------------------- | ----------------------------------------------------------- | ----------------------------------------------------------- | ----------------------------------------------------------- | ----------------------------------------------------------- | ----------------------------------------------------------- | ----------------------------------------------------------- | ----------------------------------------------------------- | ----------------------------------------------------------- | ----------------------------------------------------------- |
| Einwohner                                                   |                                                             |                                                             |                                                             | 38                                                          | 55                                                          |                                                             |                                                             | 51                                                          | 50                                                          | 38                                                          |
| Jahr                                                        | 1940                                                        | 1950                                                        | 1960                                                        | 1970                                                        | 1980                                                        | 1990                                                        | 2000                                                        | 2010                                                        | 2020                                                        | 2030                                                        |
| Einwohner                                                   | 57                                                          | 48                                                          | 58                                                          | 37                                                          | 49                                                          |                                                             |                                                             | 33                                                          | 28                                                          |                                                             |